# Asota buruensis
Asota buruensis is een vlinder uit de familie van de spinneruilen (Erebidae). De wetenschappelijke naam van de soort is voor het eerst geldig gepubliceerd in 2010 door Jaap Zwier. 
De vlinder heeft een voorvleugellengte van 32 millimeter. De grondkleur van de vleugels is gelig, de achtervleugel is lichter dan de voorvleugel.
De wetenschappelijke naam buruensis verwijst naar het eiland Buru, alleen daar is de soort waargenomen.